# Pardodes woodlarkensis
Pardodes woodlarkensis là một loài bướm đêm trong họ Geometridae.